# عبو لكحل
عبو لكحل، محليا عبو لكحل، هي جماعة قروية تابعة لإقليم فكيك ضمن  الجهة الشرقية بالمغرب. وقد سميت بهذا الاسم نسبة إلى الشخصية العمورية المعروفة عبو بن علي الملقب بلكحل. بلغ عدد سكانها حسب إحصاءات 2014 حوالي  2017 نسمة  يعيشون في 290  أسرة. وكلهم ينتمون لقبيلة العمور الهلالية العربية

## إحصاء عام
| السنة | عدد السكان | عدد الأسر | عدد الأجانب |
| ----- | ---------- | --------- | ----------- |
| 1994  | 1862       | 239       | °°°°        |
| 2004  | 1497       | 188       | 0           |
| 2014  | 2017       | 290       |             |

## ✓دواوير الجماعة
- العرجة
- الدفيلية
- عبو لكحل المركز
- المريت
- بورمانة
- الحلوف
- الخرواع
- المحيرثة
- الركيزة
- الملاليح
- الركنة
- شافع

## ✓التعـلــيم

### المؤسسات التعليمية
- المدرسة الجماعاتية المتواجدة بمركز الجماعة
- فرعية العرجة
- فرعية الدفيلية
- فرعية بورمانة
- فرعية الحلوف
- فرعية الخرواع
- فرعية المحيرثة
- فرعية الملاليح
- فرعية شافع

## ✓التاريخ
تعتبر منطقة عبو لكحل من المناطق التي عرفت الاستقرار منذ ما قبل الميلاد ومن بين آثار تلك الحقبة هو انتشار الكراكير والنقوش الصخرية في عدة مناطق خصوصا بضواحي جبل گروز وجبل المعيز والحيثاما والدويسا والملاليح وزوزفانة وهذه النقوش عبارة عن رسوم تجسد الحيوانات التي كانت تعيش بالمنطقة وكذلك ترمز بعض للمعتقدات والدلالات الدينية
كما عرفت المنطقة مقاومة شرسة ضد المستعمر وكانت ابرزها مقاومة محمد ولد علي الذي كان يلقب بسلطان جبل بني سمير والذي آخر دخول فرنسا للمغرب مدة 20سنة بالإضافة لانخراط مجموعة كبيرة من ابناء قبيلة العمور بجيش التحرير

## ✓الصـحـة
- مستوصف مركز عبو لكحل
- مستوصف شافع
- مستوصف الحلوف

## ✓الموارد المائية
- سد الصفيصف
- سد الركيزة

## ✓ثقافة
تنظم جماعة عبو لكحل سنويا مهرجان قبائل العمور لإحياء الثرات
- الجهة الشرقية
- إقليم فكيك
- فكيك